# Арабское завоевание Северной Африки
Арабское завоевание Северной Африки или Мусульманское завоевание Магриба (араб. فَتْحُ اَلْمَغْرِب, романизированное: Фатх аль-Магриб, букв. «Завоевание Запада») — часть ранних мусульманских завоеваний 7 века. Завоевание Северной Африки Рашидунским и Омейядским халифатами началось в 647 году и завершилось в 709 году, когда Византийская империя потеряла свои последние оставшиеся опорные пункты в северной Африке.

## Предыстория
Завоевание Омейядами Северной Африки продолжило столетнюю арабскую экспансию, которая началась после смерти Мухаммеда в 632 году. В 640 году арабы управляли Месопотамией и завершили завоевание Византийской Сирии. В 661 году наместник Сирии Муавия из рода Омейядов стал халифом и сделал Дамаск столицей Арабского халифата. К концу 641 года весь Египет был под властью арабов. Тогда, с уничтожением персидской армии в сражении при Нехавенде в 642 году, завоевание Сасанидской империи было по существу закончено.
Во время двенадцатилетнего правления халифа Усмана к растущей Исламской империи были присоединены Армения, Кипр, весь Иран. Подверглись вторжению Афганистан и Северная Африка. Был создан большой флот, который патрулировал берега от острова Родоса до южных побережий Пиренейского полуострова.

## Первое вторжение
Первое официально организованное Халифатом вторжение в Северную Африку было начато в 647 году. Выйдя из Медины, 20 000 арабов соединились в Мемфисе (Египет) с ещё 20 000 воинов. Командовал арабами шейх Абдуллах ибн Саад. Он взял курс на Карфагенский экзархат. Карфагенский экзарх Григорий объявил независимость своего экзархата от Византийской империи. Он собрал войска и вступил в бой с мусульманами, но был разбит в сражении при Суфетуле (город в 220 км к югу от Карфагена). С гибелью Григория весь Египет подчинился Халифату и платил дань арабам. Мусульмане вскоре сделали эту территорию своим вассалом. Кампания продлилась ещё пятнадцать месяцев, но в 648 году войска Абдуллаха возвратились в Египет.
Во всех мусульманских владениях скоро началась гражданская война, вызванная клановой междоусобицей в арабской элите. Война привела к убийству халифа Усмана в 656 году. На смену ему пришёл Али ибн Абу Талиб, который также был убит в 661 году. Омейядский халифат, характеризовавшийся в основном светскими и наследственными правителями, обосновался в Дамаске. Халиф Муавия I начал консолидировать империю от Аральского моря до западной границы Египта. Он назначил губернатора в Египте и продолжил вторжения в немусульманские соседние государства, напав на Сицилию и Анатолию (в Малой Азии) в 663 году. В 664 году Кабул пал перед вторжением мусульманских армий.

## Второе вторжение

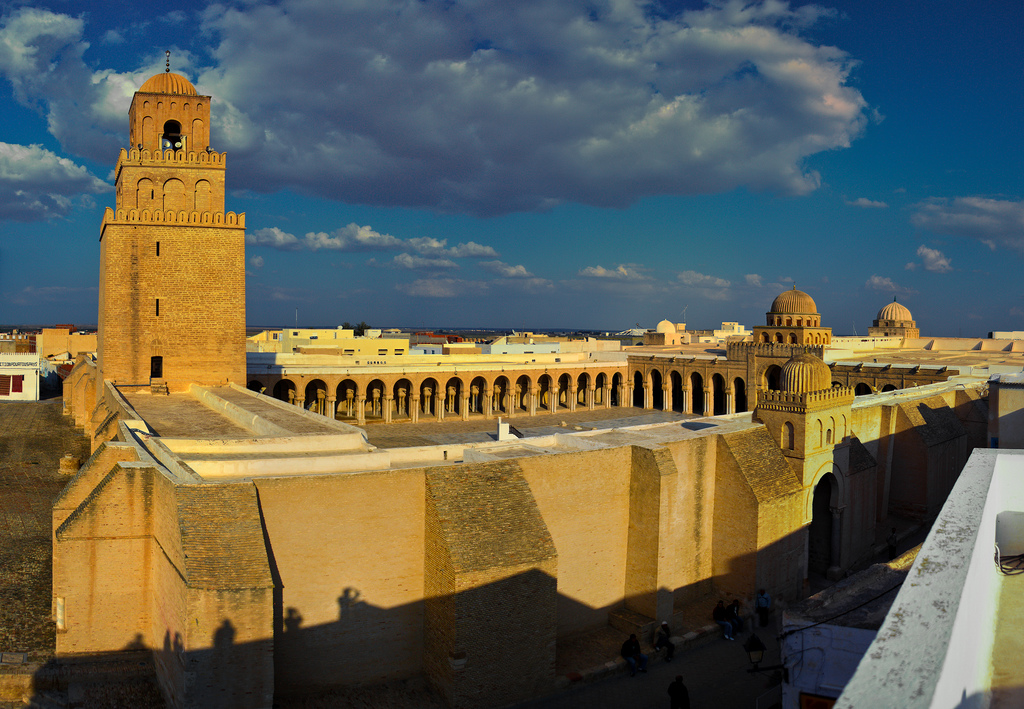
Арабский завоеватель и генерал Укба ибн Нафи основал Великую мечеть Кайруана в 670 году — старейшую и важнейшую мечеть в Северной Африке

После гражданской войны арабы продолжили завоевания в Северной Африке. В 665 году началось новое военное вторжение в Африканский экзархат. Армия из 40 000 мусульман продвинулась через пустыню в Барку, взяла её и двинулась в окрестности Карфагена, разбив 20-тысячные византийские войска. В 689 году новая североафриканская военная кампания была закончена. К 40 000 мусульман, начавших эту войну, вскоре прибыли ещё 10 000 арабов во главе с арабским военачальником Укба ибн Нафи. Выйдя из Дамаска, армия прошла почти всю Северную Африку. В 670 году основанный арабами город Кайруан (современный Тунис) был перестроен, стал сильной крепостью и основой для дальнейших военных действий. Этот город стал столицей Исламской области Ифрикии (арабское название Туниса). Город-крепость прикрывал прибрежные районы того, что является сегодня Западной Ливией, Тунисом, и Восточным Алжиром. После обустройства Кайруана арабы снова продолжили завоевание Магриба (так называли арабы северо-западную Африку). В процессе завоевания Магриба Укба ибн Нафи захватил прибрежный город Буджия и дошёл до Танжера. Оба города когда-то входили в состав римской Мавретании.
Но Укба не смог долго удерживать завоеванные земли. В тылу его армии вспыхнуло восстание. Вскоре его отозвали назад вместе с его войском на подавление этого восстания. В одном из сражений против африканских повстанцев Укба ибн Нафи погиб. На его место пришёл новый полководец Зухайр ибн Кайс. Он добился ряда существенных успехов, разбив повстанцев в битве при Мамме, но также погиб в борьбе с повстанцами. Константинополь к тому времени уже успел послать в Африку большое войско.
Сопротивление берберов арабским завоевателям возглавлял правитель племени ауреба Косейла, а после его гибели — легендарная царица Кахина. Она сражалась с арабами до 703 года и погибла в сражении.
Тем временем новая гражданская война вспыхнула в Аравии и Сирии. Завоевательные походы арабов снова были приостановлены.

## Третье вторжение
Прекращение гражданской войны позволило халифу возобновить завоевание Северной Африки. Новое завоевание Северной Африки началось с повторного взятия арабами под командованием губернатора Египта Хасана ибн аль-Нумана городов Ифрикии. Но побережье все ещё оставалось в руках византийцев. Византийская империя быстро перебросила войска из Константинополя. К византийцам присоединились солдаты из Сицилии и сильный контингент вестготов из римской Испании. Это вынудило арабскую армию отступить к Кайруану. Следующей весной арабы предприняли новые наступления. Вскоре они разбили византийцев и их союзников в битве при Карфагене. В 698 году арабы вошли в Карфаген. Предвидя возможность византийского контрнаступления, арабы разрушили город. Его камни послужили материалом для строительства города Туниса. Другой бой вёлся около Утики, и арабы снова победили, вынудив византийцев оставить Северную Африку. В начале VIII века арабы захватили почти всю Северную Африку и в дальнейшем эти земли были поделены на три области: Египет с центром в Фустате, Магриб (современные Марокко и Алжир) с наместником в Фесе и Ифрикия с центром в Кайруане.
Сменивший Хасана ибн аль Нумана Муса ибн Нусайр был талантливым администратором и военачальником. Он занялся покорением земель Дальнего Магриба и распространения ислама среди берберов в завоеванных землях. В ходе походов на берберов Муса и его два сына захватили 300 000 пленников. Почти все пленники были проданы в рабство и доходы от их продажи поступили в общественное казначейство. Ещё 30 000 пленников были принуждены нести военную службу. Mуса также вынужден был отражать частые набеги византийского флота. Для борьбы с ним Муса построил собственный флот. Продвигаясь вглубь Магриба, его войска взяли Танжер в 709 году.

## Последствия
К 709 году вся Северная Африка находилась под контролем Арабского халифата. Завоевание Северной Африки позволило арабам начать подготовку нападения на Испанию, используя захваченные территории в качестве плацдарма для вторжения. Несколько лет Муса военными и дипломатическими способами подготавливал это вторжение. В 711 году берберский полководец Тарик ибн Зияд был отправлен Мусой для завоевания Испании. Тарик высадился на полуостров, разбил вестготского короля Родериха и осадил столицу вестготов Толедо. Он и его союзники также захватили Кордову, Эсиху, Гранаду, Малагу, Севилью и другие города. В связи с этим завоевание Омейядами Испании завершило арабское завоевание Северной Африки.
В отличие от многих других завоёванных ими территорий, арабы смогли освоиться в Северной Африке, где они до сих пор составляют большинство населения.